# Хосе Каналехас
Хосе Каналехас Мендес (ісп. José Canalejas Méndez; 31 липня 1854 — 12 листопада 1912) — іспанський правник і політик, голова уряду Іспанії в 1910—1912 роках.

## Кар'єра
Вивчав право та філософію в Університеті Комплутенсе. Після цього став професором в alma mater, але потім за батьковими стопами почав працювати в залізничній компанії, що обслуговувала сполучення між Мадридом, Сьюдад-Реалем і Бадахосом, де сягнув керівних посад і представляв компанію в юридичних суперечках з іншими залізничними підприємствами.
У серпні 1881 року Каналехас був обраний до лав іспанського парламенту. 14 червня 1888 року отримав пост міністра розвитку в кабінеті Сагасти. У грудні того ж року став міністром юстиції. На тій посаді реалізував реформу цивільного законодавства. 17 грудня 1894 року Каналехас очолив міністерство фінансів.
1897 року виїхав на Кубу, а після повернення на батьківщину запропонував Сагасті надати колонії певну автономію. Натомість, в результаті війни з американцями Іспанія втратила Кубу, Пуерто-Рико, Гуам і Філіппіни.
Навесні 1902 року Каналехас обіймав посаду міністра сільського господарства, промисловості, торгівлі та громадських робіт. 19 січня 1906 став головою Конгресу депутатів. 9 лютого 1910 року сформував власний кабінет, одночасно займаючи пост міністра помилування та юстиції, а від 17 липня до 6 серпня 1911 року також був міністром внутрішніх справ. На посаді глави уряду Каналехас зумів скасувати податок на споживання, запровадити загальний військовий обов'язок, обмежив створення нових релігійних орденів.
Разом з королем Альфонсом XIII 1911 року Каналехас відвідав Марокко, де у відповідь на окупацію Францією Феса Каналехас наказав окупувати Лараш, Асілу й Ель-Ксар-ель-Кебір. Подальші перемовини з Францією призвели вже після смерті Каналехаса до укладення Феського договору й започаткування французького й іспанського протекторатів.
Хосе Каналехас був убитий 12 листопада 1912 року на мадридському майдані Пуерта-дель-Соль Мануелем Пардіньясом Серрано.